# Andrew March
Andrew March (1973) è un compositore inglese, vincitore del primo concorso di composizione Masteprize col brano Marine — à travers les arbres.
Le sue composizioni hanno ricevuto il plauso della critica e sono state eseguite dalla London Symphony Orchestra e da altre orchestre di fama mondiale.

## Biografia
Marine — à travers les arbres fu eseguita per la prima volta ai The Proms del 1998, con la direzione di Vladimir Ashkenazy. Nel '96 vinse il premio della Royal Philharmonic Society.
A Stirring in the Heavenlies fu registrata dall'orchestra Filarmonica di Kiev con il compositore e direttore Robert Ian Winstin per la serie di 12 CD intitolata Masterworks of the New Era.
Nel 2009, compose Sanguis Venenatus, un'elegia scritta in memoria degli emofiliaci vittime dello scandalo del sangue contaminato. La registrazione del brano fu eseguita dall'Orchestra Filarmonica Morava con la direzione di Petr Vronský.